# Manuel Martínez Risco y Macías
Manuel Martínez Risco y Macías (Ourense, 1888 - París, 1954) fou un científic i polític gallec. Llicenciat en ciències físiques. El 1915 fou nomenat catedràtic d'òptica i acústica de la Universitat Complutense de Madrid i més tard de física teòrica de la Universitat Central de Madrid. També fou membre de la Reial Acadèmia de Ciències de Saragossa i fou proposat al Premi Nobel de Física. A les eleccions generals espanyoles de 1931 fou elegit diputat per la província d'Ourense per Acció Republicana i a les eleccions de 1936 per Izquierda Republicana. En acabar la guerra civil espanyola marxà exiliat a França, on va ser maître de Recherches del CNRS, on va continuar les seves investigacions sobre ones de llum.